# РВД Моленбек 47
РВД Моленбек 47 (на нидерландски: Racing White Daring Molenbeek 47), е белгийски футболен клуб от град Синт Янс - Моленбек. Състезава се в Белгийска Про Лига.

## История
Създаден във Ветерен през 1951 г. като „Стандард“. От 2015 г. той се казва вече „РВД Моленбек 47“ и няма никаква връзка с предишния „РВД Моленбек“, който прекратява съществуването си през 2015 обединил се с друг клуб „Моленбек“ (разформирован през 2002 година заради финансови проблеми) и продал лиценза си на хора желаещи да възродят клуба. Домакинските си мачове играе на стадион „Едмон Махтенс“, с вместимост 12 266 зрители. Професионален статут придобива през 2020 година. Дебют във Висшата лига на Белгия прави този сезон 2023/24. Собственник на клуба е американския бизнесмен Джон Текстър, владеещ още английския Кристъл Палас (Лондон), бразилския Ботафого (Рио де Жанейро) и френския Лион.

## Успехи
- Чалъндж Про лига (2 ниво)
  - **  Победител (1): 2022/23
  -  Второ място (1): 2021/22
- Д2 ACFF (4 ниво)
  - **  Победител (1): 2017/18
- Д3 ACFF (5 ниво)
  - **  Победител (1): 2016/17